# 北くんがかわいすぎて手に余るので、3人でシェアすることにしました。
『北くんがかわいすぎて手に余るので、3人でシェアすることにしました。』（きたくんがかわいすぎててにあまるので さんにんでシェアすることにしました）は、榊こつぶによる日本の漫画作品。『JOUR』（双葉社）にて、2021年3月号より連載中。略称：北くんシェア。
2025年7月より、関西テレビの制作によりフジテレビ系列にてテレビドラマが放送中。

## あらすじ
どうしても手放せない、けれど一人じゃ抱えきれない――
そんな“最強にして最悪”なイケメン・北くん（26歳）に心を奪われたのは、東子（31歳・女）、南（29歳・女）、西野（24歳・男）の3人。
それぞれが彼に惹かれながらも、独占できない現実に直面し、導き出したのは「じゃあ3人で共有しよう」という禁断の選択。
彼の愛を100％独り占めにはできないけど、ゼロにはしたくない――。
だからこそ、33％ずつの恋人関係を受け入れたはずだった。
こうして始まった、4人の欲と矛盾が交差する“シェア彼氏”の共同生活。

思惑と感情が絡み合うなか、果たしてこの奇妙なバランスは、いつまで保てるのか？

## 登場人物
真中 北（まなか きた）
通称：北くん。26歳。可愛らしい容姿と心優しい性格で、老若男女問わず魅了してしまう青年。
浅田 南（あさだ みなみ）
看護師。29歳。自由奔放な性格。
比留間 東子（ひるま とうこ）
パン屋に勤務している。31歳。趣味は料理。
西野 悠（にしの ゆう）
本屋で働く青年。24歳。冷淡な性格。

## 書誌情報
- 榊こつぶ『北くんがかわいすぎて手に余るので、3人でシェアすることにしました。』  双葉社〈JOUR COMICS〉、既刊3巻（2025年7月24日現在）
  1. 2025年6月26日発売[1][6]、ISBN 978-4-575-33979-6
  2. 2025年6月26日発売[1][7]、ISBN 978-4-575-33980-2
  3. 2025年7月24日発売[8]、ISBN 978-4-575-33984-0

## テレビドラマ
2025年7月1日から関西テレビ制作・フジテレビ系列の「火ドラ★イレブン」枠で放送中。主演は本田翼。

### キャスト

#### 主要人物
浅田南（あさだ みなみ）
演 - 本田翼
看護師。
比留間東子（ひるま とうこ）
演 - 志田未来
パン屋の店員。
真中北（まなか きた）
演 - 岩瀬洋志
全ての人から愛される「ナチュラルボーン天使」。
西野悠（にしの ゆう）
演 - 増子敦貴
書店員。

#### 周辺人物
古賀弘樹
演 - おいでやす小田
警察官。「33％の会」と名乗る4人の同棲生活に懐疑的な目線を向ける。
松宮直
演 - 髙塚大夢（INI）
看護師。南の同僚で後輩。
恩田和美
演 - 小沢真珠
看護師。南の同僚で南の恋の行方を心配する先輩。
比留間隆
演 - マギー
東子の父親。パン職人の夢を叶えるために家を出た娘に反対している。
比留間初江
演 - 羽野晶紀
東子の母親で隆の妻。
有島絹子
演 - 萬田久子
南が務める病院に入院する大物映画女優で南のよき相談相手。ドラマオリジナルキャラクター。
大泉天
演 - 横溝菜帆
中学生。西野に恋心を抱く。
松山大地
演 - 橋本和太琉
天に恋心を寄せる野球少年。天とは幼馴染。

### スタッフ
- 原作 - 榊こつぶ『北くんがかわいすぎて手に余るので、3人でシェアすることにしました。』（双葉社 JOUR COMICS）[3]
- 脚本 - 荒井修子[3]
- ナレーション - こがけん
- 音楽 - jizue[3]
- 主題歌 - CENT「ラブシンドローム」（Victor Entertainment）[11]
- オープニング曲 - This is LAST「沼超えて湖」（SDR）[12]
- 演出 - 星野和成、加藤綾佳、池田千尋、佐々木詳太、小林和紘[3]
- プロデューサー - 永富康太郎、中山ケイ子、長部聡介、溝口道勇[3]
- 制作協力 - FCC[3]
- 製作著作 - 関西テレビ[3]

### 放送日程
| 各話  | 放送日  | サブタイトル                            | 演出       |
| ----- | ------- | --------------------------------------- | ---------- |
| 第1話 | 7月01日 | その名も33％の会! 男女4人シェアラブ物語 | 星野和成   |
| 第2話 | 7月08日 | 王様襲来で強制送還の危機!?              | 星野和成   |
| 第3話 | 7月15日 | 西野に隠されたツライ過去                | 星野和成   |
| 第4話 | 7月22日 | 南の元彼登場! 忍び寄る影                | 加藤綾佳   |
| 第5話 | 7月29日 | 誘拐騒動で立ち退きの危機                | 加藤綾佳   |
| 第6話 | 8月05日 | ハイキングデートで遭難                  | 小林和紘   |
| 第7話 | 8月12日 | 北くんの妻&娘登場で波乱                 | 佐々木詳太 |
| 第8話 | 8月19日 | 目の前の幸せか念願の夢か                | 加藤綾佳   |

| カンテレ制作・フジテレビ系列 火ドラ★イレブン                 | カンテレ制作・フジテレビ系列 火ドラ★イレブン                                           | カンテレ制作・フジテレビ系列 火ドラ★イレブン |
| 前番組                                                       | 番組名                                                                                 | 次番組                                       |
| ------------------------------------------------------------ | -------------------------------------------------------------------------------------- | -------------------------------------------- |
| パラレル夫婦 死んだ"僕と妻"の真実 （2025年4月1日 - 6月17日） | 北くんがかわいすぎて手に余るので、 3人でシェアすることにしました。 （2025年7月1日 - ） | -                                            |